# 由良町 (太田市)
由良町（ゆらちょう）は、群馬県太田市にある地名（町丁）。郵便番号は373-0036。

## 概要
宝泉地区にある町丁。

## 地理

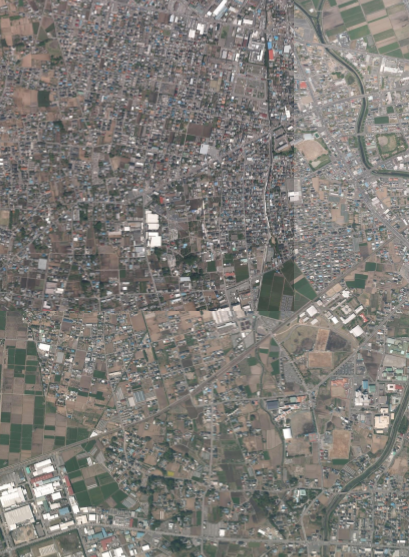
(2010年撮影)

### 由良町内の区
由良町（宝泉地区）の行政区の一覧。
| 地区     | 行政区     | 読み                   | 区域         |
| -------- | ---------- | ---------------------- | ------------ |
| 宝泉地区 | 由良町寺家 | ゆらちょうじけ         | 由良町の一部 |
| 宝泉地区 | 由良町林   | ゆらちょうはやし       | 由良町の一部 |
| 宝泉地区 | 由良町諏訪 | ゆらちょうすわ         | 由良町の一部 |
| 宝泉地区 | 由良町北上 | ゆらちょうきたがみ     | 由良町の一部 |
| 宝泉地区 | 由良町西上 | ゆらちょうにしにしがみ | 由良町の一部 |
| 宝泉地区 | 由良町体宮 | ゆらちょうたいみや     | 由良町の一部 |

### 近隣町丁
- 新道町
- 別所町
- 宝町
- 西野谷町
- 上田島町
- 西新町
- 細谷町
- 藤阿久町
- 藤久良町

## 世帯数と人口
2022年（令和4年）3月31日現在の世帯数と人口は以下の通りである。
| 町丁   | 世帯数   | 人口   |
| ------ | -------- | ------ |
| 由良町 | 3471世帯 | 7578人 |

## 小・中学校の学区
市立小・中学校に通う場合、学区は以下の通りとなる。
| 番地                                         | 小学校               | 中学校             |
| -------------------------------------------- | -------------------- | ------------------ |
| 由良町林、由良町諏訪、由良町北上、由良町西上 | 太田市立宝泉小学校   | 太田市立宝泉中学校 |
| 由良町寺家、由良町体宮                       | 太田市立宝泉東小学校 | 太田市立宝泉中学校 |

## 交通

### 鉄道
近隣町丁である細谷町との境界に東武伊勢崎線が通っている。

### 道路
- 群馬県道312号太田境東線

## 施設
- 太田市立宝泉小学校
- 太田市立大隅俊平美術館
- セブンイレブン 太田由良店